# Садиба Холдре
Садиба Холдре (ест. Holdre mõis, нім. Hollershof, спочатку називалася Morsel Ilmus) — побудована в 1910 р., колишній маєток балтійського шляхтича Вальдемара фон Дітмара, село Холдре, волость Хельме, повіт Валгамаа, Естонія.
За радянських часів використовувалася, як будівля сільради.
Збудована у 1910 році у стилі модерн. Архітектор — Otto Wildau.